# Volleybalvereniging Alterno 2017-2018
Questa voce raccoglie le informazioni riguardanti il Volleybalvereniging Alterno nelle competizioni ufficiali della stagione 2017-2018.

## Organigramma societario
Area direttiva
- Presidente: Henk Wijnsma

Area tecnica
- Allenatore: Ali Moghaddasian

## Rosa
| N° | Nome                  | Ruolo | Data di nascita  | Nazionalità sportiva |
| -- | --------------------- | ----- | ---------------- | -------------------- |
| 1  | Daniëlle Docter       | L     | 10 marzo 1994    | Paesi Bassi          |
| 3  | Gina Valenti          | S     | 1998             | Paesi Bassi          |
| 4  | Anna Mebus            | P     | 5 novembre 1999  | Paesi Bassi          |
| 5  | Iris Scholten         | O     | 15 novembre 1999 | Paesi Bassi          |
| 6  | Eline Timmerman       | C     | 30 dicembre 1998 | Paesi Bassi          |
| 7  | Kirsten Wessels       | S     | 4 agosto 1998    | Paesi Bassi          |
| 8  | Bregje van den Heuvel | P     | 15 aprile 1993   | Paesi Bassi          |
| 9  | Linda te Molder       | O     | 31 gennaio 1989  | Paesi Bassi          |
| 10 | Lisanne Baak          | C     | 25 giugno 1994   | Paesi Bassi          |
| 11 | Kristy Beyazkaya      | S     | 1994             | Paesi Bassi          |
| 12 | Romy Hietbrink        | C     | 27 ottobre 1993  | Paesi Bassi          |